# Procès des attentats du 13 novembre 2015
Ne doit pas être confondu avec Procès des attentats de janvier 2015.
Le procès des attentats du 13 novembre 2015 juge les auteurs ou complices des attentats du 13 novembre 2015 en France. Il s'ouvre le 8 septembre 2021, et se déroule jusqu'à fin mai 2022 devant la cour d'assises spéciale de Paris. Ces attentats ont entraîné la mort de 131 personnes. La plupart des membres de la cellule terroriste Franco-Belge jugés à Paris sont également impliqués dans les attentats du 22 mars 2016 à Bruxelles.
Initialement prévu à partir de janvier 2021, le procès est reporté en raison de la pandémie de Covid-19. Le verdict est rendu par la cour d'assises le 29 juin 2022 à la suite de 148 jours d’audience. Aucun des condamnés n'interjette appel à la suite de cette décision. Parmi les condamnés physiquement présents dans le box des accusés, Mohamed Abrini et Salah Abdeslam sont condamnés à la réclusion criminelle à perpétuité, de façon incompressible pour ce dernier.

## Faits
Les attentats du 13 novembre 2015 en France sont une série de fusillades et d'attaques-suicides islamistes perpétrées dans la soirée à Paris et dans sa périphérie par trois commandos distincts. Attaques jihadistes les plus meurtrières commises sur le sol français, ces attentats ont fait 131 morts et plus de 413 blessés à Paris et Saint-Denis.

## Accusations
L'ordonnance de mise en accusation du Parquet national antiterroriste (PNAT) est signée le 16 mars 2020 et fait 348 pages (hors annexes). Elle suit les réquisitions du PNAT formulées en novembre 2019,.
20 personnes sont renvoyées devant la cour d'assises, 14 personnes sont soupçonnées et détenues en France en Belgique (logisticiens, convoyeurs et intermédiaires, ...) dont  Salah Abdeslam, seul membre encore en vie des commandos, placé à l'isolement en France, il sera jugé pour « association de malfaiteurs terroriste criminelle » et « meurtres en bande organisée en relation avec une entreprise terroriste » notamment. 6 autres sont visées par un mandat d'arrêt, dont Oussama Atar (soupçonné d'avoir planifié les attentats depuis la Syrie), et les frères Clain, ces trois derniers sont présumés morts,,. 14 accusés comparaissent physiquement et 6 « jugés en absence »..

## Composition

### Magistrats
La cour est composée de 9 magistrats dont 5 magistrats titulaires : 
- Jean-Louis Périès, président ;
- Frédérique Aline, 1re assesseure ;
- Xavière Simeoni, 2e assesseure ;
- Armelle Briand, assesseure titulaire ;
- Virginie De Mauléon, assesseure titulaire.

### Avocats généraux
Le parquet national antiterroriste (PNAT) est représenté par trois avocats généraux : 
- Camille Hennetier ;
- Nicolas Braconnay ;
- Nicolas Le Bris.

### Avocats
350 avocats sont intervenus dont :
- Samia Maktouf, avocate de victimes[10] ;
- Thibault de Montbrial, avocat d'une vingtaine de parties civiles dont la famille du journaliste Guillaume Barreau-Decherf[11] ;
- Sylvie Topaloff, avocate de dix-neuf parties civiles, dont les familles de quinze victimes, parmi lesquelles trois sont décédées[12],[13] ;
- Olivier Morice, avocat de 35 familles de victimes[10] ;
- Olivia Ronen, avocate de Salah Abdeslam[14] ;
- Albéric de Gayardon, l'un des avocats de Farid Kharkhach[14] ;
- Xavier Nogueras et Negar Haeri, avocats de Mohammed Amri[14].

### Parties civiles
2 234 personnes physiques et morales sont constituées partie civile dont : 
- Arthur Dénouveaux ;
- David Fritz Goeppinger ;
- Antoine Leiris ;
- Aristide Barraud.

## Coût
Depuis les procès terroristes de 2002, l'État prend en charge les frais d’avocat des accusés et des parties civiles en payant une aide juridictionnelle, dont le montant dépend du nombre de jours d’audience et de clients représenté. Le total de ce coût est estimé à 50 millions d'euros. Trois cabinets (ceux de Frédéric Bibal, Jean Reinhart et Gérard Chemla) dépassent les cent parties civiles chacun, ce qui leur génèrera un revenu compris entre 2 et 3 millions d’euros chacun. Les avocats de la défense sont rémunérés essentiellement par un prélèvement de 5 % à 6 % sur cette aide juridictionnelle.

## Chronologie

### Préparation et avant-procès
Le procès est initialement prévu pour débuter à partir de janvier 2021 puis est reporté en raison de la pandémie de Covid-19 en France.
Il s'agit de la plus grande audience criminelle jamais organisée en France. Prévu du 8 septembre 2021 à la fin mai 2022, six ans après les attentats, il prend des proportions inédites : 2 234 parties civiles, un dossier d'instruction de 570 tomes, 350 avocats dont 300 pour les parties civiles,.
Un comité de pilotage est créé afin d'anticiper les nombreux sujets en vue du procès (nombre et place de portiques de sécurité, cheminement des parties civiles en salle, taille des micros...).
Si les règles de rémunération des avocats des parties civiles leur assurent une rémunération forfaitaire de 272 € par jour, la longueur du procès ne permet pas que l'aide juridictionnelle dédommage les avocats de la défense. En juillet 2020, le Barreau de Paris a donc adopté une règle de péréquation de 10 % des indemnités des parties civiles en direction de la défense afin de garantir l'équité du procès pour les avocats.

#### Construction d'une salle d'audience

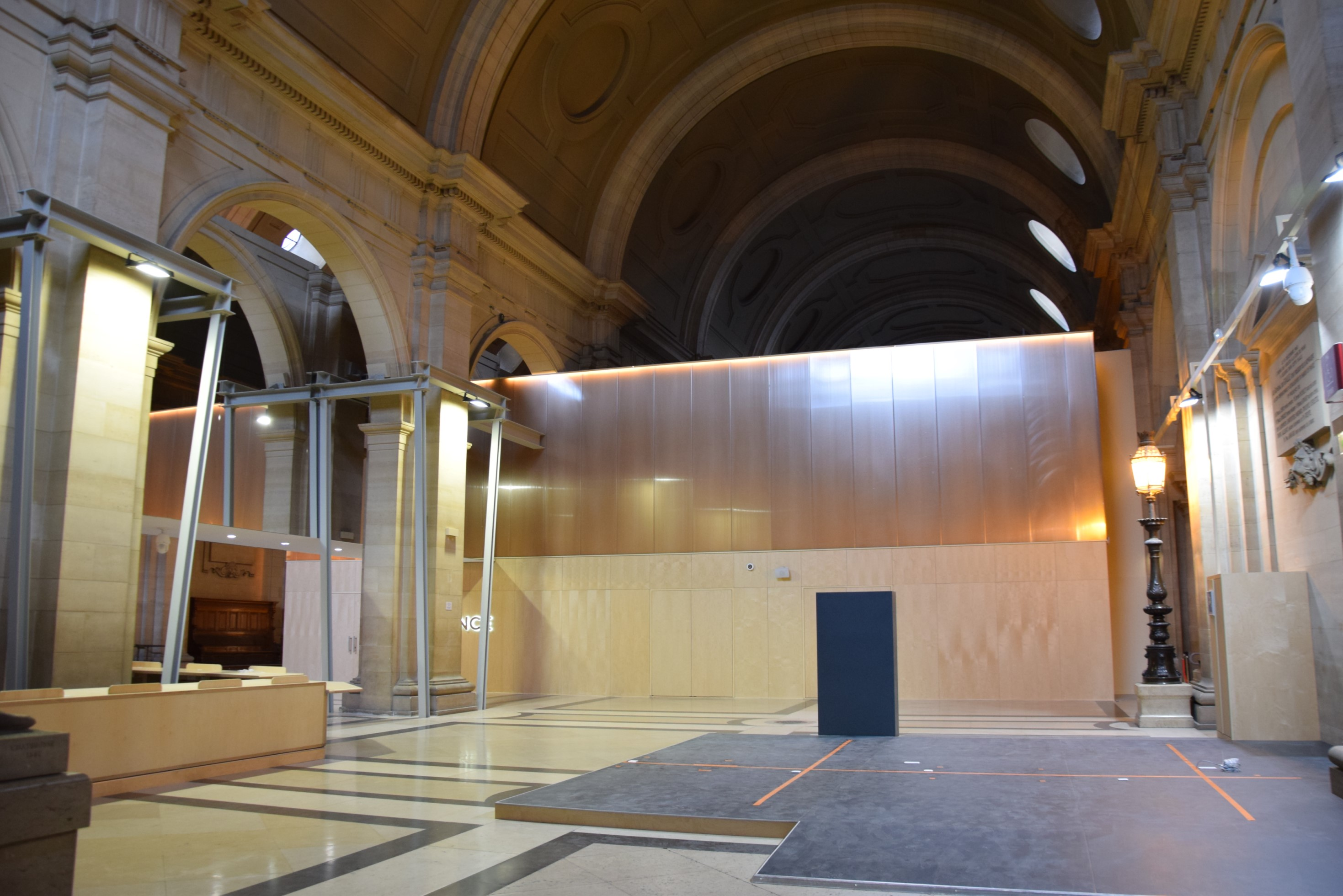
Salle temporaire construite dans la salle des pas perdus du Palais de justice de Paris.

La construction d'une salle d'audience de 550 places a débuté en 2020, située au palais de justice de Paris. La pandémie de Covid-19 a interrompu les travaux durant le printemps 2020. La coque extérieure et le plafond sont terminés au premier trimestre 2021. Début juin 2021, la salle est prête à accueillir le procès.
Les débats seront retransmis en direct dans 10 salles annexes (pour la presse notamment).
24 places étaient initialement dédiées pour la défense, 7 pupitres supplémentaires y sont cependant installés afin de permettre à chaque accusé d'être représenté par deux avocats. Un box unique est prévu pour les 11 accusés détenus, tandis que les 3 accusés libres sont installés sur des chaises ou strapontins devant le box.
Les conseils des parties civiles disposeront de 50 places avec 17 salles annexes pour retransmettre les débats ainsi qu'une une webradio sécurisée dédiée aux victimes pour suivre les audiences de chez elles, avec un différé de 30 minutes,. Une capture vidéo des audiences est réalisée à des fins d'archives.
La salle peut accueillir les 300 avocats, parties civiles et journalistes sur des dizaines de rangées de bancs.
Les colonnes de l'historique palais de justice et des statues installées sont toujours visibles derrière des vitres.
Le dispositif devrait également servir pour le procès de l'attentat de Nice sur la promenade des Anglais lors du feu d'artifice du 14 juillet 2016, cependant le palais étant classé comme monument historique, cette salle devra in fine être démontée.

### Procès
Le procès s'ouvre le 8 septembre 2021 à 13 h 17, les interprètes prêtent serment puis les accusés sont invités à décliner leur identité. Plusieurs nouvelles parties civiles se signalent à la cour d'assises spéciale dès le deuxième jour.
Le 10 septembre, le président Jean-Louis Périès, assisté par ses assesseurs, procède au rapport détaillant le déroulement des faits. Des extraits vidéos du Stade de France et de certaines terrasses sont diffusés. Avant de laisser la parole aux enquêteurs, les accusés ont pu s'exprimer brièvement. Durant cette courte intervention, Mohamed Abrini reconnait sa participation à l'opération mais nie en être le cerveau. Salah Abdeslam affirme quant à lui : « on a combattu la France, on a visé la population, des civils mais on n'a rien de personnel à leur égard » provoquant la colère de certaines parties civiles.
Les parties civiles commencent à témoigner à partir du 28 septembre. Quelques jours avant, certains avocats ont demandé l'autorisation au président de la cour de laisser témoigner les victimes anonymement. La demande est rejetée par le président pour préserver le principe du contradictoire, l’oralité et la transparence des débats. Elles ont toutefois la possibilité de signaler qu'elles ne souhaitent pas que leurs noms soient diffusés dans la presse. Les premières victimes à s'exprimer sont celles des attaques au Stade de France suivi par celles des terrasses avant de finir par les témoignages des victimes du Bataclan, ainsi que de proches de victimes décédées.
À partir du 2 novembre et pour 4 jours, la cour d'assises spéciale entame les premiers interrogatoires des accusés à propos de leur personnalité, leur parcours scolaire et professionnel et leur passé judiciaire.
Deux commissaires de la Direction générale de la sécurité intérieure témoignent durant la journée du 9 novembre abordant l'histoire du « djihad moderne » et l'apparition de l’État islamique.
Le 10 novembre, l'ancien président de la République François Hollande témoigne devant la cour d'assises spéciale soutenant ne pas avoir eu « l'information qui aurait été décisive pour empêcher les attentats du 13 novembre ».
La commémoration des attentats a lieu pendant le procès, suspendu le temps du pont du 11 novembre. Les participations sont en hausse : « le procès a sans doute renforcé le besoin d’être ensemble » estime Philippe Duperron, président de l'association des victimes 13onze15 fraternité et vérité. Les témoignages des parties civiles auraient également permis de créer des liens entre les victimes selon les rescapés.
Le procès reprend le 16 novembre. Les témoignages se poursuivent avec l'intervention du chef de la Direction générale de la Sécurité extérieure de l'époque affirmant que les membres du commandos étaient connus des services, du ministre de l'Intérieur de l'époque Bernard Cazeneuve et l'ancien procureur de la République François Molins.
Salah Abdeslam, Mohamed Abrini, Sofien Ayari et Osama Krayem, 4 des accusés, refusent d'assister au procès le 25 novembre en protestation à l'anonymisation des témoignages des enquêteurs belges qui se déroulent par visioconférence. Le 26 novembre, Mohamed Bakkali refuse également de comparaître.
Le 8 décembre au soir, les enquêteurs de la police belge ont terminé de témoigner. Leur intervention est marquée par des imprécisions et réponses évasives. À partir du 9 décembre, c'est au tour des proches des terroristes de venir témoigner. Plusieurs accusés (Salah Abdeslam et Osama Krayem) refusent toujours d'assister aux débats. Des enquêteurs de la DGSI sont également entendus pendant la semaine du 13 décembre avant une suspension de 15 jours.
Durant la suspension hivernale, Salah Abdeslam est diagnostiqué positif au Covid-19 le 27 décembre. La reprise du procès le 6 janvier est alors conditionnée à la présentation d'un test négatif. De nouveau testé le 5 janvier, l'accusé est toujours positif, mais l'expertise estime qu'il est apte à comparaître. Après une brève reprise du procès le 6 janvier 2022, celui-ci est de nouveau suspendu dans l'attente d'une contre-expertise médicale pour juger de l'aptitude de Salah Abdeslam à comparaître. Les experts déclarent l'accusé « apte » à comparaître, l'audience reprend le mardi 11 janvier 2022 avec l'interrogatoire des différents accusés.
Mohamed Abrini est interrogé pendant plus de 4 heures. Il ne condamne nullement les attentats. Il justifie lui aussi les attaques par les actions françaises au Moyen-Orient à partir de septembre 2015. Le président Jean-Louis Périès lui fait pourtant remarquer que les attentats de novembre 2015 étaient préparés depuis 1 an. Il minimise son rôle dans les attentats du 13 novembre en affirmant : « Moi, je n’ai tué personne. Je n’étais pas en France ». Il avait pourtant reconnu avoir fait partie du convoi ayant amené les terroristes à Paris le 12 novembre 2015 avant de repartir en Belgique dans la nuit. Mercredi 12 janvier, son interrogatoire se poursuit et l'accusé s'embourbe dans ses explications quant à son rôle dans la préparation des attentats et son voyage en Syrie.
La cour d'assises spécialement composée continue les interrogatoires des accusés. Osama Krayem refuse de répondre aux questions faisant valoir son droit au silence,.
Adel Haddadi est interrogé le 14 janvier. Cet homme de 34 ans avait été arrêté par les autorités grecques pendant son voyage vers la France. Il estime avoir été enrôlé à son insu et pensait « faire de l’humanitaire », provoquant l'étonnement du président de la cour d'assises alors qu'il est formé au maniement de kalachnikov. Alors qu'il est enfermé en Grèce, il continue à communiquer avec le commanditaire présumé des attentats Oussama Atar fait remarquer l'avocate générale.
Le calendrier fixé est une nouvelle fois bouleversé après la découverte de cas positifs au Covid-19 dans le box des accusés. Le procès ne reprend que le 25 janvier.
À la reprise du procès, c'est au tour de l’accusé Muhammad Usman d'être interrogé. Il avait également été arrêté en Grèce à son retour du Moyen-Orient. L'accusé nie tous les faits se déclarant même « choqué » par l'ampleur des attentats. La cour d'assises s'attarde sur les incohérences des déclarations de l'homme.
Le 26 janvier, Mohamed Bakkali, logisticien supposé de la cellule terroriste, est interrogé, mais fait valoir son droit au silence estimant que « [sa] parole est toujours suspecte ». Les parties civiles ne cachent pas leur déception. Son frère Abdelmajid Bakkali, auditionné comme témoin, déclare avoir « l'impression qu'on est préjugé, déjà condamné. Peut-être que ce droit au silence, c'est lié à ça ».
La juge belge Sophie Grégoire, qui instruit le dossier des attentats de Bruxelles, « préférant réserver la primeur de ses déclarations au procès qui se tiendra en Belgique » en automne 2022. Cette décision est perçue comme « mal venue et indécente ». Le parquet belge fait valoir quant à lui les risques d'entacher la procédure belge. L'incident s'ajoute à celui de décembre ayant concerné les témoignages des enquêteurs belges.
La semaine du 24 janvier se conclut par l'interrogatoire de Mohammed Amri qui était venu récupérer Salah Abdeslam à Paris. L'accusé « condamne toute forme de violence » niant toute forme de radicalisation. Peu bavard, la cour interrogera plus longuement sa femme témoignant par visio-conférence.
Les 1er et 2 février, l'accusé Yassine Atar, le frère du commanditaire présumé des attaques, conteste s'être radicalisé. Les questions ont principalement tourné autour de son frère Oussama Atar, commanditaire présumé et présumé mort.
Alors qu'il refusait de se soumettre à une expertise psychiatrique, Salah Abdeslam avait accepté de rencontrer 2 experts qui ont livré leur rapport à la cour d'assises. Salah Abdeslam y est décrit comme un « humain », terme utilisé par Abdeslam, ayant fait le « choix de la 'déshumanisation' en s’engageant dans l’action radicale organisée, finalisée dans un projet de mort de masse » selon les experts. Il qualifie toujours les attentats comme « légitimes » au vu des bombardements français en Syrie et Irak et refuse toute nuance et discussion sur les principes de l'islamisme. Pour les experts, Abdeslam justifie les attaques comme toutes les personnes radicalisées à la différence que l'accusé peut être qualifié de « perroquet intelligent ».
Poursuivant l'interrogatoire des accusés, la cour d'assises a entendu Abdellah Chouaa, Hamza Hattou et Ali Oulkadi le 4 février,.
Le 8 février, l’accusé Sofien Ayari a clarifié des détails sur son départ en Syrie où il a reconnu avoir combattu et réfuté toute pression : « chacun est responsable de ce qu'il a fait » affirme-t-il. Il affirme que son engagement relève de convictions politiques et non religieuses. Ces déclarations surprennent les parties civiles alors que l'accusé s'était montré peu loquace pendant l'instruction. Il explique que le témoignage d'une partie civile a pu participer à son changement de position.
Le 9 février, Salah Abdeslam a affirmé n'avoir tué personne et confirmé soutenir l’État islamique dont il ne cache pas son parcours de combattant. Interrogé pour la première fois sur le fond du dossier, il a également avoué avoir renoncé à  « enclencher » sa ceinture explosive. Il a également dénoncé les peines lourdes prononcées contre les terroristes alors même qu'ils auraient renoncé à une attaque. Il n'hésite pas à affirmer que « C’est à cause de [François Hollande] qu’on est là ! » ou qu'il n'est « pas un danger pour la société » indignant une nouvelle fois les parties civiles dans la salle.
Le 11 février est entendu Ali El Haddad Asufi.
Le 15 février, le procès est suspendu jusqu'au 22 février à la suite des tests positifs de Mohamed Amri et Adel Haddadi. Le mardi suivant, le procès est à nouveau reporté d’au moins une semaine à cause des tests positifs des deux autres accusés, Mohamed Bakkali et Sofien Ayari. Le président de la cour d'assises spécialement composé n'exclut pas une prolongation du procès jusqu'au 24 juin à cause des suspensions successives liées au Covid.
Le procès reprend le mardi 1er mars par l'audition de nouveaux enquêteurs belges, la cour d'assises s'intéressant aux cachettes belges utilisées. Osama Krayem continue de refuser d'assister à l'audience ne souhaitant plus s'exprimer. Pendant la semaine, les enquêteurs belges abordent également les faux papiers utilisés par la cellule et les véhicules utilisés pour se déplacer entre les cachettes. Un enregistrement audio de Ibrahim El Bakraoui, mort lors des attentats de Bruxelles de 2016, est diffusé. Il affirme que Mohamed Bakkali ne savait pas ce qu'il se passait dans la maison qu'il a loué. L'avocat général et les enquêteurs belges doutent de la sincérité de cet enregistrement.
Dans un courrier adressé le 5 mars, l'association Life for Paris demande au président de la cour d'assises de diffuser un nouvel enregistrement sonore de l'attaque du Bataclan pour entendre l'appel à la police d'un des otages et l'assaut final. Le président Jean-Louis Périès avait fin octobre autorisé la diffusion des 30 premières secondes de l'attaque. Il avait laissé une porte ouverte à la diffusion d'autres enregistrements.
Salah Abdeslam, de nouveau entendu le 15 mars, nie son implication dans des trajets ayant transporté certains des kamikazes fin août 2015. Il affirme, quant aux autres trajets reconnus, ne pas avoir été au courant des projets d'attentat, mais estime que « si ces personnes avaient dans la tête de faire des attentats, c'est qu'elles avaient des bonnes raisons de le faire ». Alors que les débats se tendent entre les avocats des parties civiles et Abdeslam, des applaudissements sont entendus sur les bancs des parties civiles, excédées des réponses provocatrices de l'accusé. Un vif échange entre les avocats de la défense et le président Jean-Louis Périès s'ensuit quant à la police de l'audience, avant que de nouveaux applaudissements soient entendus. Après une courte suspension d'audience, l'ensemble des avocats de la défense quitte la salle d'audience, estimant la sérénité des débats compromise pour la journée par les applaudissements et divers incidents pendant l'interrogatoire. L'audience est suspendue jusqu'au lendemain. Lors de la reprise le 16 mars, les avocats demandent que soit acté dans le procès-verbal les incidents de la veille : les applaudissements, une question jugée partiale par la défense d'une des assesseurs ayant affirmé que « les parties civiles attendent d'autres réponses » et la non-ouverture des micros de la défense qui demandait la parole. Après délibération, la cour d'assises rejette la demande d'inscription, estimant que l'assesseur n'a pas manifesté une opinion et que la police de l'audience a été assurée correctement. L'interrogatoire de Abdeslam se poursuit.
À partir du 29 mars, les interrogatoires des accusés portent sur les attentats en eux-mêmes. Mohamed Abrini explique qu'il « n’aurai[t] pas pu tuer des gens » expliquant son refus de participer aux attaques. C'est face à ce refus que Brahim Abdeslam aurait remis le gilet explosif à son frère Salah Abdeslam qui a avoué avoir renoncé à enclencher sa ceinture au début du procès. Interrogé à son tour mercredi 30 mars, Salah Abdeslam fait usage de son droit de garder le silence face à une grande partie des questions qui lui sont posées. Face à une des avocates des parties civiles à qui il avait promis des réponses il réaffirme avoir renoncé à enclencher sa ceinture avant de mentir à ses proches par honte.
Le 31 mars c'est l'interrogatoire de Mohamed Amri sur les derniers préparatifs avant les attentats. Mohammed Bakkali, Sofien Ayari et Osama Krayem exercent toujours leur droit au silence. Après un débat sur la diffusion d’images et d’un enregistrement sonore de l’attaque, le président tranche en faveur. Le 1er avril des photos de la fosse du Bataclan et trois extraits de la bande sonore sont diffusés. Puis c’est l'interrogatoire de Yassine Atar et Ali El Haddad Asufi.
Le 4 avril sont entendus un policier antiterroriste français et un enquêteur belge sur la fuite de Salah Abdeslam la nuit du 13 au 14 novembre 2015. Puis pendant deux jours ce sont les enquêteurs belges qui parlent des planques de Salah Abdeslam à Bruxelles. Jeudi 7 avril la juge d’instruction belge Isabelle Panou est revenue témoigner à l’audience. Vendredi 8 avril c’est la témoignage de Sonia, la femme qui a dénoncé Abdelhamid Abaaoud.
Le 12 avril c’est l'interrogatoire de Mohamed Amri et Hamza Attou, qui ont ramené Salah Abdeslam à Bruxelles après les attentats. Ali Oulkadi, accusé d’avoir aidé Salah Abdeslam à Bruxelles, et Mohamed Abrini sont entendus le lendemain. Puis Salah Abdeslam parle pour la première foi du soir des attentats et dit
qu’il avait renoncé à se faire exploser dans un café du 18e arrondissement de Paris. L'interrogatoire de Salah Abdeslam s'est poursuivi jeudi et vendredi.
La semaine suivante les trois jours d'audience sont consacrés aux expertises psychiatriques et psychologiques. Après une semaine de suspension pour les vacances de printemps, le procès reprend le 2 mai et entend deux spécialistes du djihadisme, appelés à témoigner par les avocats de parties civiles.
Le 3 mai, l'ancien juge anti-terroriste Marc Trévidic témoigne abordant les changements stratégiques opérés dans le renseignement qui font que « dès 2013, le système ne fonctionne plus ».
À partir du 4 mai les parties-civiles qui n'avaient pas pu témoigner fin 2021 sont entendues. Vendredi 6 mai le procès est de nouveau suspendu pour une semaine après le test positif au Covid de l'accusé Farid Kharkhach. Le procès reprend mardi 17 mai avec l'audition de membres du groupe Eagles of Death Metal, et les témoignages de parties-civiles se poursuivent durant le reste de la semaine.
À partir du 23 mai, les plaidoiries des parties civiles débutent pour une dizaine de jours. Les avocats se sont organisés pour réaliser une plaidoirie « collective » s'articulant entre plusieurs thèmes.
Le 8 juin, les réquisitions des 3 avocats généraux du parquet national antiterroriste débutent pour 3 jours. Les magistrats ont requis des peines allant de 5 ans à la perpétuité incompressible à l'égard de Salah Abdeslam, Oussama Atar et Obeida Aref Dibo. La perpétuité, assortie d'une période de sureté de 30 ans, a quant à elle été requise contre Osama Krayem, Sofien Ayari et Omar Darif, tandis que la même peine assortie d'une période de sureté de 22 ans a été requise à l'égard de Mohamed Bakkali, Fabien et Jean-Michel Clain. 30 ans de réclusion criminelle ont été requis contre Ahmed Dahmani et 20 ans contre Adel Haddadi et Muhammad Usman assorties à chaque fois d'une période de sureté des deux tiers. 20 ans de prison assortie de la même période de sureté a été requis contre Adel Haddadi et Muhammad Usman. Pour finir, 6 ans de réclusion ont été requis contre Hamza Attou et Abdellah Chouaa, 8 ans à l'égard de Mohammed Amri, 6 ans contre Farid Kharkhach et 5 ans contre Ali Oulkadi.
Les avocats de la défense ont la parole pour les plaidoiries finales à partir du 13 juin.

### Condamnations
Le 29 juin, après plus de 10 mois d'audience, la cour d'assises spécialement composée a rendu son verdict déclarant coupable tous les prévenus des chefs d'accusation retenus contre eux. Seul Farid Kharkhach n'est pas reconnu coupable de l'association de malfaiteurs terroristes, mais seulement de l'association de malfaiteur en vue de commettre une escroquerie. La cour a prononcé les peines suivantes à l'égard de :
| Nom                   | Notes | Peine                                        |
| --------------------- | --- | -------------------------------------------- |
| Salah Abdeslam        | Seul survivant des commandos du 13 novembre 2015.                                                                           | Perpétuité incompressible                    |
| Mohamed Abrini        | Logisticien, impliqué dans les attentats du 13 novembre 2015 et du 22 mars 2016 à Bruxelles.                                | Perpétuité (sureté 22 ans)                   |
| Sofien Ayari          | Présent le 13 novembre à Schiphol où un attentat était prévu, arrêté avec Abdeslam le 18 mars 2016.                         | 30 années de réclusion (sureté 2/3)          |
| Mohamed Bakkali       | A loué des appartements pour les commandos du 13 novembre 2015.                                                             | 30 années de réclusion (sureté 2/3)          |
| Osama Krayem          | Présent le 13 novembre à Schiphol où un attentat était prévu, membre des commandos du 22 mars 2016 à Bruxelles.             | 30 années de réclusion (sureté 2/3)          |
| Hamza Attou           | A convoyé Abdeslam de Paris à Bruxelles la nuit des attentats du 13 novembre.                                               | 4 ans d'emprisonnement (2 avec sursis)       |
| Mohammed Amri         | A convoyé Abdeslam de Paris à Bruxelles la nuit des attentats du 13 novembre.                                               | 8 ans d'emprisonnement (sureté 2/3)          |
| Farid Kharkhach       | Fournisseur de faux papiers pour les commandos.                                                                             | 2 ans d'emprisonnement                       |
| Yassine Atar          | Frère cadet d'Oussama Atar, membre de la cellule terroriste belgo-française.                                                | 8 ans d'emprisonnement(sureté 2/3)           |
| Ali Oulkadi           | A aidé Salah Abdeslam lors de sa cavale.                                                                                    | 5 ans d'emprisonnement (3 avec sursis)       |
| Ali El Haddad Asufi   | Aide logistique des commandos.                                                                                              | 10 ans d'emprisonnement (sureté 2/3)         |
| Muhammad Usman        | Envoyé vers la France depuis la Syrie en même temps que les commandos, placé en centre de rétention en Grèce à son arrivée. | 18 années de réclusion (sureté 2/3)          |
| Adel Haddadi          | Envoyé vers la France depuis la Syrie en même temps que les commandos, centre de rétention en Grèce à son arrivée.          | 18 années de réclusion (sureté 2/3)          |
| Abdellah Chouaa       | Aide logistique des commandos.                                                                                              | 4 ans d'emprisonnement ( dont 3 avec sursis) |
| Ahmed Dahmani         | Visé par un mandat d’arrêt, cellule terroriste, part de Belgique le 14 novembre 2015 pour la Turquie puis arrêté et détenu. | 30 années de réclusion (sureté 2/3)          |
| Omar Darif            | Visé par un mandat d’arrêt, présumé mort, principal artificier des attentats du 13 novembre.                                | Perpétuité incompressible                    |
| Obeida Aref Dibo      | Visé par un mandat d’arrêt, présumé mort, responsable du déploiement des commandos en Europe.                               | Perpétuité incompressible                    |
| Oussama Atar          | Visé par un mandat d’arrêt, présumé mort, commanditaire des attentats du 13 novembre 2015 et du 22 mars 2016.               | Perpétuité incompressible                    |
| Fabien « Omar » Clain | Visé par un mandat d’arrêt, présumé mort, voix de la revendication des attentats du 13 novembre 2015.                       | Perpétuité incompressible                    |
| Jean-Michel Clain     | Visé par un mandat d’arrêt, présumé mort, voix de la revendication des attentats du 13 novembre 2015.                       | Perpétuité incompressible                    |

### Appel
Après l'écoulement du délai légal de 10 jours pour interjeter appel, le procureur de la République de Paris confirme qu'aucun des condamnés n'a décidé de faire appel du verdict du 29 juin devenant dès lors définitif.

## Médias
141 médias sont accrédités, dont 58 agences, télévisions et journaux étrangers.

## Analyses et réactions
La journaliste Véronique Brocard reconnaît à ce procès le mérite d'avoir posé la question des limites jusqu'auxquelles la justice peut être sévère dans ses condamnations, avec les débats autour de la perpétuité incompressible en France, rendus possibles grâce aux plaidoiries des avocats de la défense qui ont voulu épargner à leurs clients une telle peine. En revanche, elle déplore l'échec de ce procès à apporter des éclaircissements sur ce qui conduit un jeune européen au salafisme djihadiste, sur les méthodes d'embrigadement et de passage à l'acte de Daech. Elle se refuse ainsi à parler de « procès pour l'histoire » au motif que, sur ce point, il reste très similaire aux autres procès d'auteurs d'actes terroristes, et donc, selon ses termes, « impérieusement nécessaire et répétitivement décevant ».